# 王勇 (国務委員)
王 勇（おう ゆう、1955年12月 - ）は、中華人民共和国の官僚、政治家。遼寧省営口市蓋平県出身。現職は国務委員兼国家減災委員会主任、国務院安全生産委員会副主任。中国共産党第17回中央紀律委員会委員、第18、第19回党中央委員。

## 経歴
1955年12月、遼寧省営口市蓋平県で生まれる。14歳の時、王勇は郷に下りて知識青年になって、かつて黒竜江生産建設兵団で働いた。1974年8月に中国共産党入党。1977年は国有企業である第七機械工業部230工場技術員として就職し、昇進を重ねて課長となる。1984年からは同工場の工場長補佐、副総経済師、副場長、場長、党委員会副書記などを務める。
1997年、中華人民共和国航天工業総公司に転入し、政治部副主任、京区党委員会副書記を担当した。以後、中国航天工業総公司人事労働教育局の責任者、中国航天科工集団副総経理、中国共産党中央組織部企業幹部弁公室主任、幹部五局局長を歴任した。
2003年5月、王勇は新設立の国務院国有資産監督管理委員会副主任となり、李栄融の副手となった。2005年、国務院国有資産監督管理委員会党委副書記に昇格。2008年3月、国務院副秘書長に転任し、国務院国有資産監督管理委員会党委副書記を退く。2008年9月、李長江の後任として、国家質量監督検査検疫総局局長に任命された。2010年8月、国務院国有資産監督管理委員会主任に昇格。2013年3月、第12期全国人民代表大会第1回会議で、王勇は李克強新総理に指名され、全国人民代表大会から国務委員に任命されました。2018年3月、第13回全国人民代表大会第1回会議で、王勇は李克強総理の指名を受け、国務委員を再任した。